# Eremophysa laristana
Eremophysa laristana är en fjärilsart som beskrevs av Brandt 1941. Eremophysa laristana ingår i släktet Eremophysa och familjen nattflyn. Inga underarter finns listade i Catalogue of Life.